# Pasar V Natal
Pasar V Natal is een bestuurslaag in het regentschap Mandailing Natal van de provincie Noord-Sumatra, Indonesië. Pasar V Natal telt 488 inwoners (volkstelling 2010).